# Isone
Isone (lmo. Isòn, niem. Son) – miejscowość i gmina (comune) w południowej Szwajcarii, w kantonie Ticino, w okręgu (distretto) Bellinzona, w powiecie (circolo) Sant’Antonino.  

## Demografia
W Isone mieszkają 384 osoby. W 2021 roku 9,1% populacji gminy stanowiły osoby urodzone poza Szwajcarią. 